# デスペア 光明への旅
『デスペア 光明への旅』（デスペア こうみょうへのたび、英語: Despair）は、1978年に公開されたライナー・ヴェルナー・ファスビンダー監督、ダーク・ボガード主演の西ドイツの映画である。1934年のウラジーミル・ナボコフの小説『絶望』に基づいている。
これはファスビンダーが初めて英語で製作した映画であり、第31回カンヌ国際映画祭に出品された。

## キャスト
- ダーク・ボガード
- アンドレア・フェレオル
- クラウス・レーヴィッチ
- フォルカー・シュペングラー